# Peter Szendy

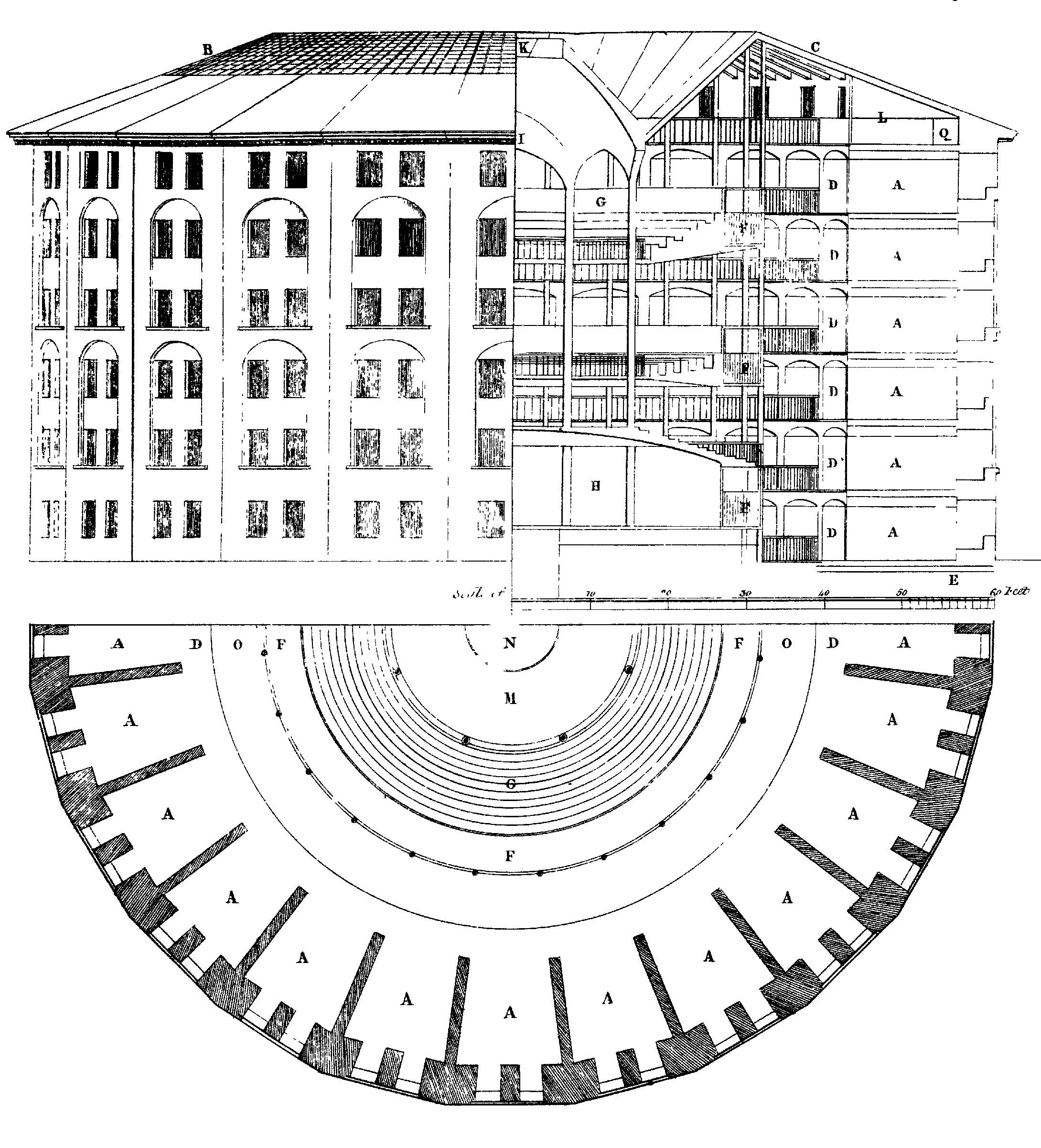
Il Panopticon, metafora ed incubo dell'ascolto-sorveglianza.

Peter Szendy (Parigi, 7 maggio 1966) è un filosofo e musicologo francese.

## Biografia
Di origini ungheresi, ha insegnato all'università March-Bloch  di Strasburgo dal 1998 al 2005, ed attualmente è professore di estetica all'Università Paris X: Nanterre.
È stato capo-redattore di alcune riviste e collezioni dell'IRCAM  dal 1996 al 2001; dal 2002 è consigliere musicologico  per i programmi della Cité de la musique.
È stato allievo di Jacques Derrida, del quale ha seguito i seminari presso la Scuola di alti studi in scienze sociali (École des hautes études en sciences sociales - EHESS) di Parigi; le sue opere sull'ascolto, il corpo e la lettura sono influenzate altresì dagli scritti di Jean-Luc Nancy e Philippe Lacoue-Labarthe.
In Italia ha acquisito una certa notorietà presso il pubblico "non accademico" con il suo Intercettare — Estetica dello spionaggio (ISBN 978-88-7638-087-7). 

## Il pensiero di Szendy
Si è inizialmente dedicato ad una revisione critica dell'ascolto e della sua storia, nella prospettiva di una decostruzione dei modelli romantici o modernisti.
Nel caratterizzare l'ascolto come "un furto tollerato", il suo saggio Écoute, une histoire de nos oreilles (2001), ha contemporaneamente suscitato un certo dibattito sulle questioni del copyright e del suo antagonista, la "pirateria". Allargando questa riflessione ai rapporti tra ascolto e potere, in Sur écoute. Esthétique de l'espionnage  (2007) propone un'archeologia della sorveglianza acustica, attraverso una lettura dei testi di Bentham, Freud, Deleuze e Kafka, oltre all'analisi di diverse sequenze di Hitchcock, Lang, Coppola e De Palma.
Con Membres fantômes. Des corps musiciens (2002), Peter Szendy ridefinisce la nozione di "corpo" nelle due accezioni, di anatomia e di logica, per costruire una "organologia generale" fondata sull'effictio (un'antica figura retorica che egli reinterpreta per descrivere gli organi come se fossero effettivamente creati dalla fantasia). Oltre a numerosi articoli dedicati ad artisti e musicisti contemporanei (ricorderemo almeno Georges Aperghis e Brice Pauset, con i quali Szendy ha pure collaborato in qualità di librettista, György Kurtág, Christian Marclay) ha tra l'altro composto un saggio dedicato al romanzo  Moby Dick (Les Prophéties du texte-Léviathan. Lire selon Melville, 2004), in cui prefigura una teoria della lettura come profezia, prodromica ad un'analisi dei rapporti tra lettura e politica.